# Eciton rufipes
Eciton rufipes é uma espécie de formiga do gênero Eciton.